# Victor Naumann
Victor Naumann (* 8. Mai 1865 in Berlin; † 10. November 1927 in München; Pseud. u. a. Pilatus) war ein deutscher Publizist und Schriftsteller.

## Leben
Victor Naumanns Urgroßvater war Johann Amadeus Naumann. Victor Naumann studierte Rechtswissenschaften und trat zunächst für ein Jahr in den preußischen Justizdienst ein. Später lebte er als freier Schriftsteller in Wien, Coburg, München und Wiesbaden. Er schrieb unter verschiedenen Pseudonymen unter anderem für die Münchner Neuesten Nachrichten, die Augsburger Postzeitung und die B.Z. am Mittag. Daneben veröffentlichte er Essays, Dramen und Romane. 1919 war er kurzzeitig Ministerialdirektor im Auswärtigen Amt und Direktor der Presseabteilung der Reichsregierung.
Bekannt wurde er zum einen durch seine in der Augsburger Postzeitung veröffentlichte Aufsatzreihe, in der er unter dem Pseudonym „Pilatus“ den Jesuitenorden gegen die Angriffe des Katholizismuskritikers Paul Graf von Hoensbroech und anderer verteidigte. Naumann selbst war Protestant und trat erst kurz vor seinem Tod zum Katholizismus über.
Zum anderen wird Naumann auch eine gewisse Rolle zu Beginn der Julikrise 1914 zugeschrieben. Der Publizist Naumann hatte gute Kontakte in Politik und Diplomatie, neben anderen zu Wilhelm von Stumm, Bethmann Hollweg und Gottlieb von Jagow. Aus den Aufzeichnungen von Alexander Graf von Hoyos ist eine geheime Unterredung  vom 1. Juli 1914 belegt, in der Naumann ihm versichert habe, dass "man nicht nur in Armee- und Marinekreisen, sondern auch im Auswärtigen Amte der Idee eines Präventivkrieges gegen Rußland nicht mehr so ganz ablehnend gegenüberstehe wie vor einem Jahre." Des Weiteren habe Naumann gewarnt, Österreich-Ungarn sei "als Monarchie und Großmacht verloren, wenn es diesen Moment nicht benütze."
Victor Naumann starb 1927 im Alter von 62 Jahren in München und wurde auf dem Berliner St.-Hedwig-Friedhof an der Liesenstraße beigesetzt. Das Grabmal ist nicht erhalten.

## Werke
- Was ist Wahrheit? Eine Frage, gestellt an den Grafen Paul Hoensbroech. Kranzfelder, Augsburg 1903.
- Quos ego! Fehdebriefe wider den Grafen Paul Hoensbroech. Manz, Regensburg 1903.
- als Pilatus: Der Jesuitismus: Eine kritische Würdigung der Grundsätze. Manz, Regensburg 1905.
- Profile: 30 Porträt-Skizzen aus den Jahren des Weltkriegs nach persönlichen Begegnungen. Duncker & Humblot, München 1925.